# شیار درون‌بطنی پسین
شیار درون‌بطنی پسین یا شیار طولی خلفی یکی از دو شیاری است که بطن‌های قلب را از هم جدا می‌کند و روی سطح دیافراگمی قلب نزدیک حاشیه سمت راست قرار دارد. شیار دیگر شیار درون‌بطنی قدامی است که در سطح جناغی‌دنده‌ای (استرنوکوستال) قلب، نزدیک به مرز سمت چپ آن قرار دارد.
در شیار درون‌بطنی پسین، سرخرگ درون‌بطنی پسین و سیاهرگ قلبی میانی جریان دارد.